# Archimède Rosa
Archimède Rosa, né le 25 septembre 1899 et mort le 28 octobre 1953, est un pilote automobile italien spécialiste de courses à bord de voitures de sport avant-guerre. 

## Biographie
Sa carrière en compétition s'étale entre 1924 et 1949.
Ses meilleurs résultats ont été obtenus en tant que pilote officiel Officine Meccaniche (OM, de 1927 à 1931). Il s'est ainsi classé à deux reprises deuxième des Mille Miglia, en 1928 et 1929 (troisième en 1927, 1931 et 1934 – pilote officiel Ferrari en cette dernière année –, pour 15 participations à l'épreuve).
En 1934 et 1935, il conduit par la suite sur Maserati 8CM et Alfa Romeo Monza lors du Grand Prix de Tripoli, ainsi que sur Alfa Romeo en Sport pour se classer deuxième du Tour d'Italie 1934 et de la Targa Abruzzi 1935 (sur sa 6C 2300 ). Il fut ainsi deuxième dans les Abruzzes pour la Scuderia Ferrari en 1935, et troisième en 1934 (les deux fois associé à Gianfranco Comotti).

## Palmarès national italien

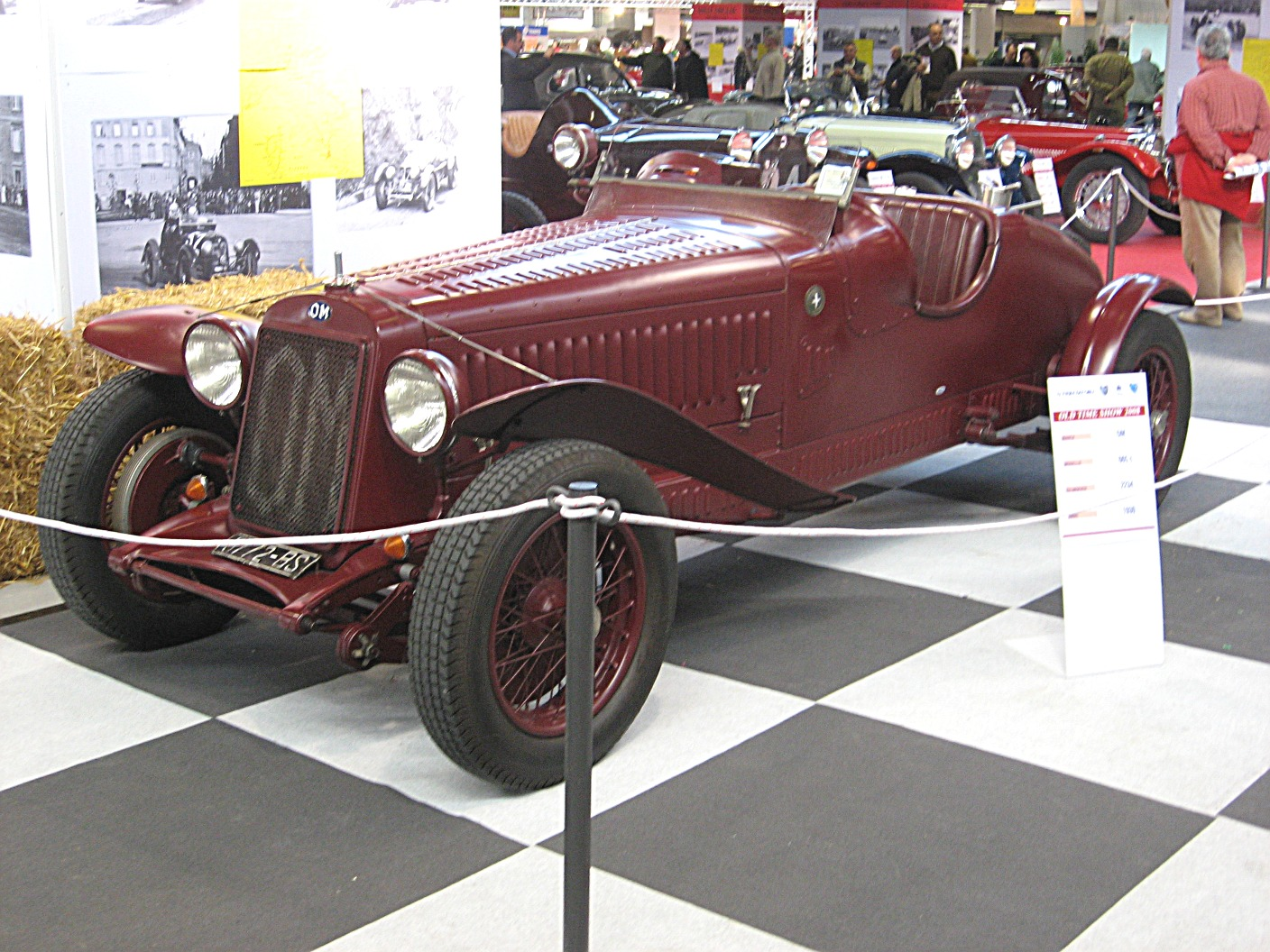
Une OM T665 2.3L. de 1930.

- Coupe de la Sila 1927 (sur OM Tipo 665);
- Tour de Sicile 1929, puis 1930 et 1931 avec Giuseppe Morandi  (T665 - 4 épreuves ayant été organisées avant-guerre);
- Coupe de Crollalanza 1929 (T665);
  - 2e de la Coppa di Messina 1929 (derrière son équipier Morandi chez OM).